# 7-es busz (Balatonfüred)
A balatonfüredi 7-es jelzésű autóbusz az Autóbusz-állomás – Illés utca – Arács – Kiserdő – Autóbusz-állomás útvonalon közeledik körjáratként. Ellenkező irányba a 6-os busz szállítja az utasokat. A vonalat a Volánbusz üzemelteti.

## Közlekedése
Csak iskolai előadási napokon közlekedik, egy alkalommal.

## Útvonala
| Autóbusz-állomás → Illés utca → Arács → Kiserdő → Autóbusz-állomás |
| --- |
| Autóbusz-állomás (vasútállomás) vá. – Castricum tér – Horváth Mihály utca – Jókai Mór utca – Ady Endre utca – Nádor utca – Illés József utca – Arad utca – Ady Endre utca – Arácsi út – Lóczy Lajos utca – Petőfi Sándor utca – Jókai Mór utca – Horváth Mihály utca – Castricum tér – Autóbusz-állomás (vasútállomás) vá. |

## Megállóhelyei
| 0  | Autóbusz-állomás (vasútállomás) végállomás    |                          | Balatonfüred Autóbusz-állomás, Vasútállomás, Castricum tér                          |
| 1  | Horváth Mihály utca                           | 1, 1B, 2, 2B, 3, 4, 5, 6 | Rádiómúzeum                                                                         |
| 2  | Csók utca                                     | 1, 1B, 2, 2B, 5, 6       | Arany Csillag Szálló, Posta                                                         |
| 3  | Illés utca                                    | 1, 1B, 2, 2B, 5, 6       | Radnóti Miklós Általános Iskola                                                     |
| 4  | Perczel Mór utca                              | 1, 1B, 2, 2B, 5, 6       | Lóczy Lajos Gimnázium és Szakközépiskola                                            |
| 6  | Önkormányzat                                  | 3, 4, 6                  | Polgármesteri Hivatal, Krisztus Király templom, Rendelőintézet, Posta, Vásárcsarnok |
| 7  | Tamási Áron utca                              | 3, 4, 6                  |                                                                                     |
| 8  | Gombás-kúria                                  | 3, 4, 6                  |                                                                                     |
| 11 | Hősök tere                                    | 3, 4, 6                  | Szent Benedek Gimnázium, Szakközépiskola és Kollégium, Temető, Hősök tere           |
| 12 | Pálóczi Horváth Ádám utca                     | 3, 4, 6                  |                                                                                     |
| 14 | Balatonarács, vasúti megállóhely, bejárati út | 6                        | Balatonarács                                                                        |
| 15 | Kiserdő                                       | 3, 4, 6                  | Kiserdő                                                                             |
| 16 | Arany Csillag Szálló                          | 3, 4, 6                  | Arany Csillag Szálló, Posta                                                         |
| 18 | Horváth Mihály utca                           | 1, 1B, 2, 2B, 3, 4, 5, 6 | Rádiómúzeum                                                                         |
| 19 | Autóbusz-állomás (vasútállomás) végállomás    | 1, 1B, 2, 3, 4, 5, 6     | Balatonfüred Autóbusz-állomás, Vasútállomás, Castricum tér                          |